# 佛学大辞典
《佛学大辞典》，是丁福保居士耗时八年编著而成的佛學辞典，譯自日本人織田得能的《佛教大辭典》，是刪除了日本佛教相關資料及文獻出處之後所成的節譯本。于1922年正式出版，收录条目三万多个，360多万字。

## 沿革
英國人蘇慧廉（Soothill）和美國人何樂益在1934年翻譯此書為英文，此外每個字條加上天城文（轉寫為拉丁字母）。蘇慧廉過世後，何樂益在1937年再更新，出版《A Dictionary of Chinese Buddhist Terms》（漢傳佛教辞典）。翟林奈（Lionel Giles）為主要校正者之一。出版最大金錢贊助者為宋美齡中學的老師費馬利。

由于年限的关系，该辞典版权已经处于公有领域。蘇氏英文版亦处公有。